# Sośnica Jarosławska
Sośnica Jarosławska – przystanek osobowy, a dawniej stacja kolejowa w Sośnicy, w Polsce, w województwie podkarpackim, w powiecie jarosławskim, w gminie Radymno. Przystanek został otwarty w 1923 roku

## Ruch pasażerski
| Rok  | Wymiana pasażerska na dobę |
| ---- | -------------------------- |
| 2017 | 50-99                      |
| 2022 | 20-49                      |